# Ancylus ashangiensis
Ancylus ashangiensis е вид коремоного от семейство Planorbidae. Видът е критично застрашен от изчезване.

## Разпространение
Разпространен е в Етиопия.